# Acropogon margaretae
Acropogon margaretae är en malvaväxtart som beskrevs av Philippe Morat och Chalopin. Acropogon margaretae ingår i släktet Acropogon och familjen malvaväxter. Inga underarter finns listade i Catalogue of Life.